# I.R.A. (Instinto, Razón, Autobiografía)
I. R. A. (Instinto, Razón, Autobiografía) es el duodécimo álbum de estudio del rapero español El Chojin, publicado el 7 de mayo de 2013 por Sony Music. Cuenta con varias contribuciones como Macarena Berlín, Diana Navarro y más. El Chojin trata temas que, tal como el título dice, versan sobre el instinto, la razón y algo de su biografía.Todos los temas del álbum están producidos por Rikov salvo dos producciones de Jefe de la M, una de Acción Sánchez y otra de Acción Sánchez y Hazhe conjuntamente.

## Lista de canciones
| #  | Título                     | Colaboración(es)         | Productor(es)          | Duración |
| -- | -------------------------- | ------------------------ | ---------------------- | -------- |
| 1  | "¿Por qué I.R.A?"          | Macarena Berlín          | Rikov                  | 1:32     |
| 2  | "... Y vuelve a empezar"   | Ciara Passport           | Rikov                  | 4:03     |
| 3  | "I. R. A."                 | Maika Sitté              | Rikov                  | 3:39     |
| 4  | "Mienten"                  |                          | Jefe de la M           | 3:52     |
| 5  | "Los Pro"                  | Nach, Zatu               | Acción Sánchez y Hazhe | 4:13     |
| 6  | "Cartas marcadas"          | Juaninacka               | Rikov                  | 3:07     |
| 7  | "Me gusta"                 | Alana Sinkey             | Rikov                  | 4:14     |
| 8  | "Ser... es difícil"        | Diana Navarro            | Rikov                  | 4:02     |
| 9  | "Ening (Vida)"             | Yolanda Eyama, Grosi Edu | Rikov                  | 4:07     |
| 10 | "El viaje"                 | Aroa                     | Rikov                  | 3:45     |
| 11 | "Lo que me piden"          |                          | Jefe de la M           | 4:22     |
| 12 | "Un tema de rap"           | Arkano, Zeidah           | Acción Sánchez         | 3:48     |
| 13 | "On am on"                 | Chicano                  | Chicano                | 2:01     |
| 14 | "... (Puntos suspensivos)" |                          |                        | 2:12     |

- Datos: Q16576981